# Страшный суд (триптих Босха)
«Страшный суд» (нидерл. Het Laatste Oordeel) — триптих Иеронима Босха. Принято считать, что он выполнен в 1504 году по заказу наместника Нидерландов Филиппа Красивого (Габсбурга), хотя размеры указанного в документе произведения отличаются от размеров венского триптиха. Является самым масштабным из уцелевших произведений Босха.

## Сюжет триптиха
Сюжет не нуждается в пояснениях. Каждый современник Босха, будь то доверчивый безграмотный крестьянин или образованный бюргер, вероятно, понял бы значение почти всех деталей и безоговорочно принял на веру главную идею, хотя некоторые образы по своей новизне, наверное, показались бы ему чересчур пугающими и гнетущими. На эту тему было создано немало картин, отличающихся большой силой художественного воздействия, но ни один художник ни до, ни после Босха не обладал такой творческой энергией и способностью воплощать пугающее неведомое в столь фантастические образы. Это особенно видно по изображению преисподней. Если современники Босха полагали, что художник воочию видел этих чудовищ Ада, а затем точно изобразил их (а в Средневековье подобная возможность никого не удивила бы), то они, несомненно, были убеждены, что такого Ада нужно избежать любой ценой. На картине неоднократно показаны все смертные грехи и очень много эротической символики.

## Центральная часть — «Страшный Суд»
Число праведников, взошедших на голубую гладь небес, совсем невелико по сравнению с количеством осуждённых грешников. Очевидно, в этом проявилось пессимистическое видение художником будущих судеб мира. Явление Христа-Судии на радуге, в сиянии Славы, и Богоматерь, просящая за грешное человечество, — традиционные иконографические признаки этой темы.
Художник демонстрирует поистине неисчерпаемую фантазию в мотивах адских мук, свободно оперируя масштабными соотношениями предметов и сочетаниями функционально несоединимых вещей; он использует, собственно, приём «отстранения», когда необычный, новый контекст и неожиданные смысловые пересечения заставляют человека иначе взглянуть на привычный мир. Например, на блюдце установлен мельничный жёрнов, приводимый в движение одними грешниками и давящий других. Любопытно, что и в народном сознании с мельницей были связаны, в основном, негативные представления.
На картинах Босха грешники в аду часто представлены пронзёнными стрелами, копьями или ножами, что соответствует библейскому тексту пророчества Исайи о натянутых луках и заострённых стрелах, которыми будут поражены грешники в день Страшного суда. Нож, клинок, лезвие традиционно являются носителями сексуальных ассоциаций.
В аду за разные грехи предусмотрены различные наказания: гневливых подвешивают на крюках, будто мясные туши; убийц поджаривают на сковороде, скупцов запекают в очаге — и всем этим с явным удовольствием занимаются чудовищные дьяволицы.

## Левая створка — «Рай»
Левая створка иллюстрирует вторую и третью главы Книги Бытия. Сцены разворачиваются в цветущем райском саду. На переднем плане представлено сотворение Евы, а чуть поодаль — сцена искушения первых людей. На среднем — херувим с огненным мечом изгоняет их из Эдема. Одновременно с этим в облаках происходит низвержение восставших ангелов, которые в полёте с небес на землю превращаются в демонов. В Книге Бытия ничего не говорится о том, как обуянный гордыней Люцифер и его сторонники подняли мятеж против Бога, но это было описано в иудейских легендах и вошло в христианское учение ещё на самых ранних стадиях его формирования. Эти ангелы грешили, и Князь тьмы, завидуя Адаму, заставил его в свой черёд согрешить. В более поздних преданиях приводится иная версия — Бог для того и сотворил Адама и Еву, чтобы их потомки заняли освободившиеся места падших ангелов. На этой картине Босх запечатлел пришествие греха в мир, тем самым объяснив необходимость Страшного суда.

## Правая створка — «Ад»
Осуждённых Богом — а по мнению Босха, они составят большую часть рода людского — ожидают адский огонь, муки, стенания и скрежет зубовный. Такова страшная участь, которую Бог уготовил человечеству. На эту тему Босх создал немало впечатляющих картин, но самая сильная по воздействию, пожалуй, та, что на правой створке этого триптиха.
Здесь наличествует характерная для Босха образность, хотя общее впечатление несколько разрозненное. Тем не менее, в деталях художник и тут проявляет удивительную фантазию.

## Внешние створки
Апостол Иаков изображён на фоне угрюмого, внушающего беспокойство пейзажа. Ни это панно, ни парный к нему образ Святого Бавона не могут подготовить зрителя к восприятию апокалиптических сцены, разворачивающихся на трёх внутренних досках, где показана вся история человечества, начиная с грехопадения.